# Cerkiew św. Niedzieli w Prizrenie
Cerkiew św. Niedzieli – cerkiew prawosławna w Prizrenie.
Budynek został wzniesiony na zachowanych fundamentach cerkwi Wprowadzenia Matki Bożej do Świątyni ufundowanej w 1370 lub 1371 przez Marka Mrnjavčevicia. W obiekcie istniała część oryginalnych fresków z XIV stulecia. Fundamenty starszej cerkwi zostały odkryte w 1966.
W czasie zamieszek w Kosowie w 2004 Albańczycy z Prizrenu spalili wszystkie świątynie prawosławne w mieście. Według raportu komisji Rady Europy badającej po zniszczeniach zaatakowane cerkwie, świątynia pod wezwaniem św. Niedzieli została spalona od wewnątrz, co sprawiło, że jej wyposażenie zostało niemal w całości zniszczone. W 2005 zostały podjęte prace na rzecz zabezpieczenia ruiny i pierwsze działania renowacyjne. W 2009 dokonano restauracji całkowicie zniszczonych pięć lat wcześniej fresków. Dwa lata później na skutek działań właściciela sąsiedniej posesji, który wznosząc na niej inny budynek naruszył fundamenty obiektu cerkiew ponownie znalazła się w niebezpieczeństwie zawalenia.